# Royal Swinkels

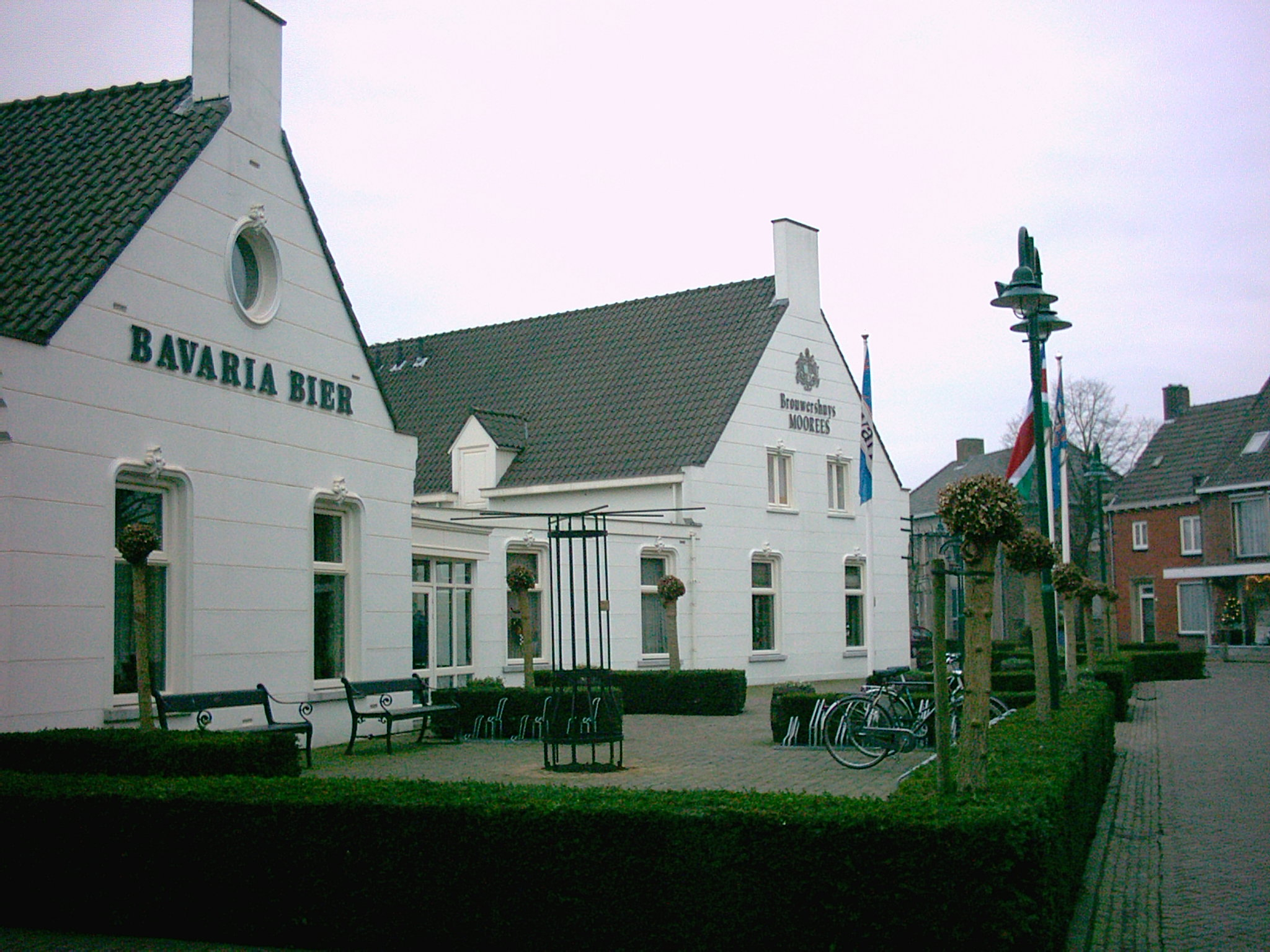
Bavaria Brouwerijcafé aan de Heuvel te Lieshout

Royal Swinkels is een Nederlands familiebedrijf dat actief is in de bier-, frisdrank- en moutsector. Het bedrijf had in 2023 een omzet van 1.128 miljoen euro. Het hoofdkantoor is gevestigd in Lieshout.
Royal Swinkels is het op een na grootste brouwerijbedrijf van Nederland en verkoopt 300 biersoorten onder zestien merknamen. Het bedrijf is daarnaast een van de grootste producenten van mout in Europa. De onderneming is commercieel actief in ruim 150 landen. Twee derde van de omzet wordt behaald in Europa. Het zwaartepunt ligt daarbij in West-Europa met ruim de helft van de omzet. Buiten Europa komt de grootste bijdrage uit de regio Midden-Oosten/Afrika waar in totaal twintig procent van de omzet gerealiseerd wordt.

## Structuur en naam
De onderneming wordt bestuurd door een raad van bestuur onder toezicht van een raad van commissarissen. De raad van bestuur bestaat uit twee personen – een CEO en een CFO – met daaronder vijf divisies: Swinkels Family Brewers, Holland Malt, Habesha, Cuba en Swinkels Real Estate. Elke divisie heeft een eigen directie en is nagenoeg autonoom.
Het bedrijf heeft zijn oorsprong in een brouwerij die opgericht is voor 1680 en de eerste eeuwen naamloos bleef. In 1890 kreeg de brouwerij de naam 'De Kerkdijk', naar de locatie waarop zij gelegen was. De naam werd in 1930 officieel veranderd in 'Bavaria', een verwijzing naar het Beiers bier waar de brouwerij zich in gespecialiseerd had. In 2018 veranderde de onderneming de handelsnaam in 'Swinkels Family Brewers'. Een jaar later, in maart 2019, kreeg die naam het voorvoegsel 'Royal'. Weer enkele jaren later, in 2024, werd de naam verkort tot 'Royal Swinkels'.

## Activiteiten

### Swinkels Family Brewers
De divisie Swinkels Family Brewers (SFB) produceert en verkoopt bier en frisdrank vanuit haar brouwerijlocaties in Nederland en België. Het betreft Brouwerij Bavaria in Lieshout, Bierbrouwerij Koningshoeven in Berkel-Enschot, Brouwerij De Molen in Bodegraven, Brouwerij Uiltje in Haarlem, Brouwerij de Hoorn en Brouwerij Palm in Steenhuffel en Brouwerij Rodenbach in Roeselare. Bijna 12 procent van de totale bierproductie bestaat uit alcoholvrij (0%) en alcoholarm bier (minder dan 3,5%). In de Lieshoutse vestiging produceert het bedrijf frisdrank.

### Holland Malt
De divisie Holland Malt heeft mouterijen in Lieshout en in de Eemshaven. De brouwgerst koopt het bedrijf in bij boeren en boerencoöperaties in diverse landen. De divisie levert een deel van de geproduceerde mout aan de brouwerijen van de divisie SFB en exporteert het grootste gedeelte aan brouwerijen en distilleerderijen wereldwijd. Het bedrijf in Eemshaven is sinds 15 maart 2024 emissievrij. Dit betekent dat de mouterij volledig op groene elektriciteit draait en daarmee geen broeikasgassen uitstoot. Businessunit
CereX produceert daarnaast jaarlijks zo’n 2 duizend ton moutextracten en compounds. De focus van CereX ligt op het opwaarderen van reststromen,

### Habesha
De divisie Habesha is belast met de activiteiten van Royal Swinkels in Ethiopië. Habesha produceert samen met lokale aandeelhouders de bieren Habesha, Kidame, Feta en de moutdrank Negus. De ingrediënten worden ingekocht bij lokale boeren en mouterijen.

### Cuba
De divisie Cuba is in 2023 gevormd om leiding te geven aan de activiteiten van Royal Swinkels in Cuba. Die worden uitgevoerd door Cerveceria Cubana, een samenwerkingsverband waarin Royal Swinkels een belang van 60 procent heeft. In juli 2023 startte de verkoop van het merk Parranda. In januari 2024 zag Cerveza Parranda zich gedwongen batches uit de markt te halen omdat het bier bedorven was vanwege “ontoereikende bewaaromstandigheden”.

### Swinkels Real Estate
Na de verwerving van een grote portefeuille horecapanden in België bundelde Royal Swinkels alle vastgoedactiviteiten in de divisie Swinkels Real Estate. Het bedrijfsonderdeel beheert het gehele vastgoedportfolio van de horeca-, distributie- en productielocaties.

## Resultaten
De onderstaande tabel vermeldt enkele kengetallen van Royal Swinkels van de afgelopen vier jaar.
| Jaar | Omzet (miljoen euro) | EBITDA (miljoen euro) | Nettowinst (miljoen euro) | Werknemers (fte) | Biervolume (miljoen hl) | Frisdrankvolume (duizend hl) | Moutvolume (kiloton) |
| ---- | -------------------- | --------------------- | ------------------------- | ---------------- | ----------------------- | ---------------------------- | -------------------- |
| 2020 | 773,2                | 70,0                  | 6,2                       | 1569             | 7,2                     | 600                          | 397                  |
| 2021 | 835,5                | 88,2                  | 28,0                      | 1580             | 7,2                     | 626                          | 400                  |
| 2022 | 1.032,4              | 109,2                 | 39,1                      | 1714             | 7,7                     | 723                          | 430                  |
| 2023 | 1.128,2              | 127,1                 | 43,0                      | 1865             | 6,9                     | 618                          | 405                  |

## Merken

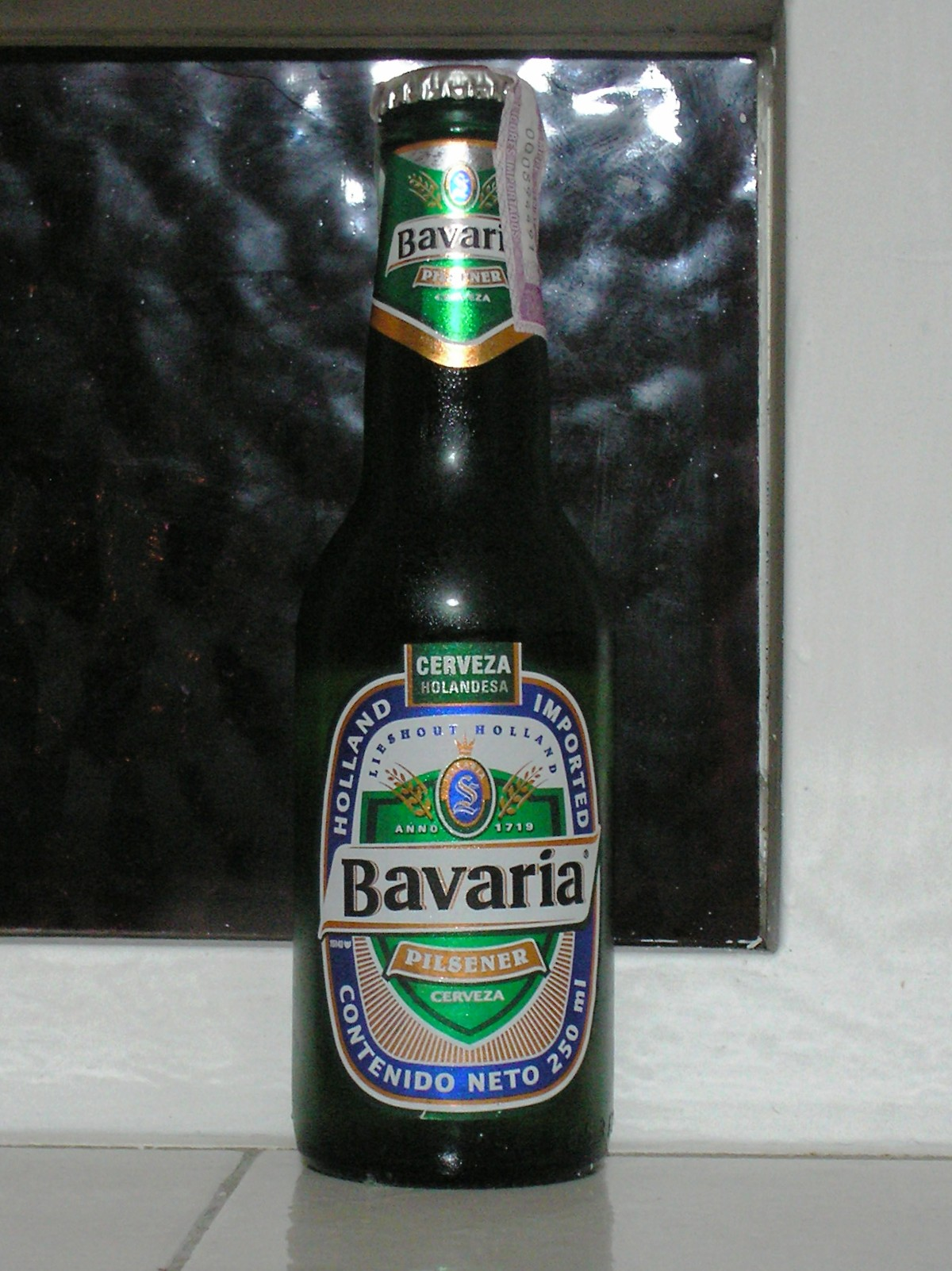
Bavaria Pilsener bier in export-uitvoering

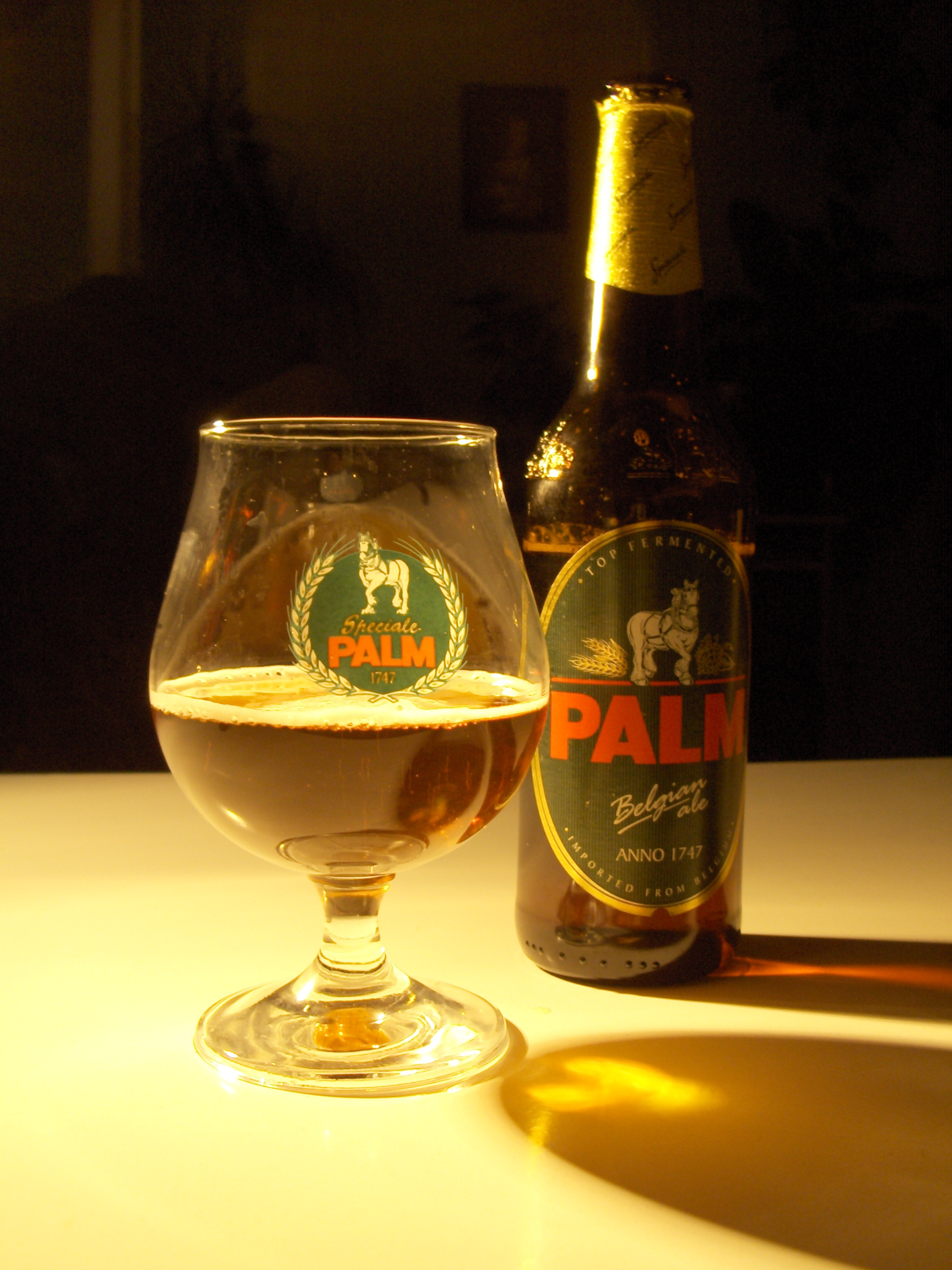
Palm bier

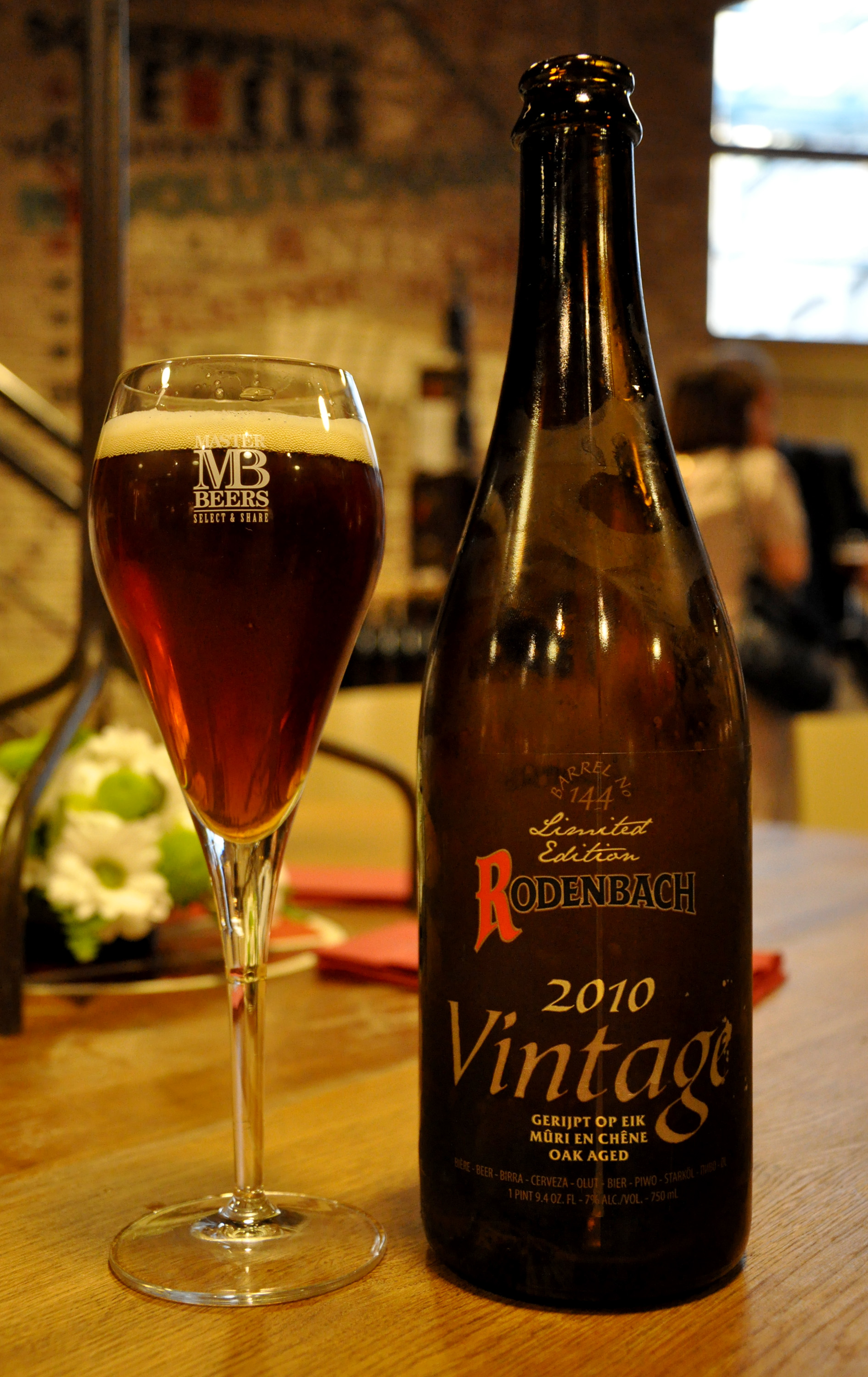
Vintage bier van Rodenbach

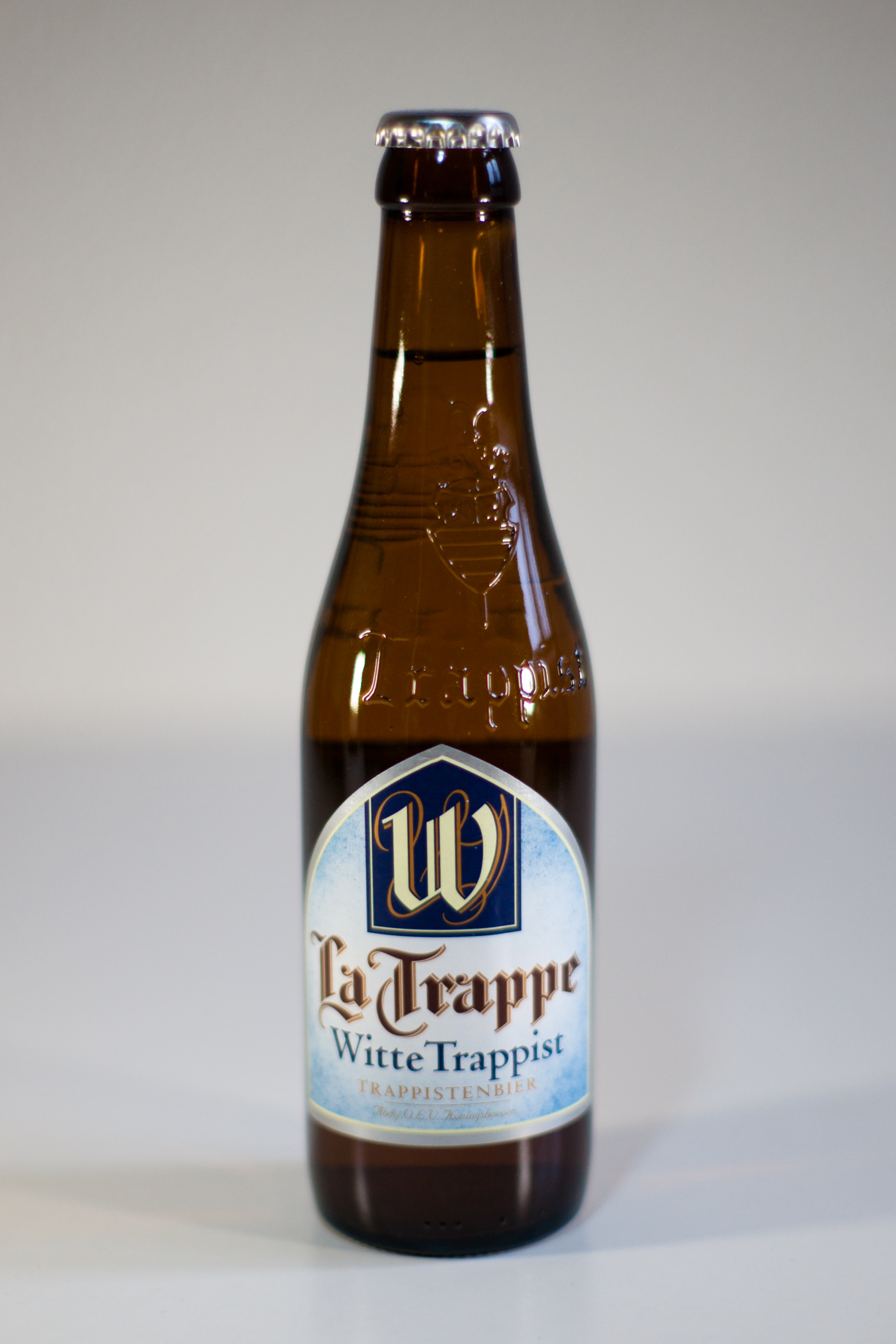
Witte Trappist van La Trappe

De firma Royal Swinkels voert meerdere merken, waaronder:
- Bavaria: onder deze naam verkoopt Royal Swinkels acht varianten alcoholhoudend bier, vijf soorten alcoholvrij bier en zeven smaken maltbier uit Brouwerij Bavaria in Lieshout
- Swinckels' : een premium-speciaalbier uit Brouwerij Bavaria dat in 2007 geïntroduceerd werd bij de overgang van de zesde naar de zevende generatie Swinkels
- 8.6: een zwaar bier, in zes uitvoeringen die in sterkte oplopen van 6,5% tot 10,5% uit Bavaria Brouwerij
- Hollandia: het merk dat Royal Swinkels hanteert voor een groot deel van de export
- Kroon: een bier naar traditioneel recept van de vroegere Brouwerij De Kroon
- Palm: Belgisch speciaalbier uit Brouwerij Palm
- Steenbrugge: Belgisch abdijbier uit Brouwerij Palm
- Estaminet: Belgisch pils uit Brouwerij Palm
- Urthel: een gamma van Belgische speciaalbieren uit Brouwerij Palm
- Rodenbach: Vlaams rood-bruin bier uit Brouwerij Rodenbach
- Cornet: een zwaar blond bier uit Brouwerij de Hoorn
- Uiltje: bier uit Brouwerij Uiltje
- Lander Bräu: Duits bier, waaronder: Premium Beer (pilsener), Strong Beer (7,8%) en Super Strong Beer (10,0%, was tot 2024 12,3%)
- Habesha: het merk dat Royal Swinkels in Ethiopië voert
- Parranda: het merk dat gevoerd wordt in Cuba
- 3ES: frisdrank. Dit merk kent drie smaken.
- Dr Foots: werd bedacht toen de licentie voor het vervaardigen van frisdrank onder de naam Dr Pepper verviel.
- B52: energiedrank
- Holland Malt: onder deze naam verkoopt Royal Swinkels mout.
- Cerex: de merknaam voor de graanextracten van Royal Swinkels

Royal Swinkels levert ook huismerken, onder andere:
- Dors, gebrouwen voor Jumbo
- Keizerskroon, gebrouwen voor Sligro Food Group
- Schultenbräu, gebrouwen voor Aldi
- Kordaat, gebrouwen voor Lidl

Daarnaast behartigt Royal Swinkels de commerciële activiteiten voor het trappistenbier van brouwerij De Koningshoeven onder de merknaam:
- La Trappe, in negen soorten

## Bestuursleden

### Raad van Bestuur
- P.J.J.M. (Peer) Swinkels, CEO
- M.P-J. (Mark) Rutten, CFO

### Raad van Commissarissen
- J.J.H. (Jurgen) van Breukelen, voorzitter
- M.C. (Mark) Abbenhuis
- E.C.R. (Eric) Lauwers
- A.T.J. (Annemiek) van Melick
- C.W.N. (Caroline) van Nieuwkerk

## Geschiedenis

### Ontstaan

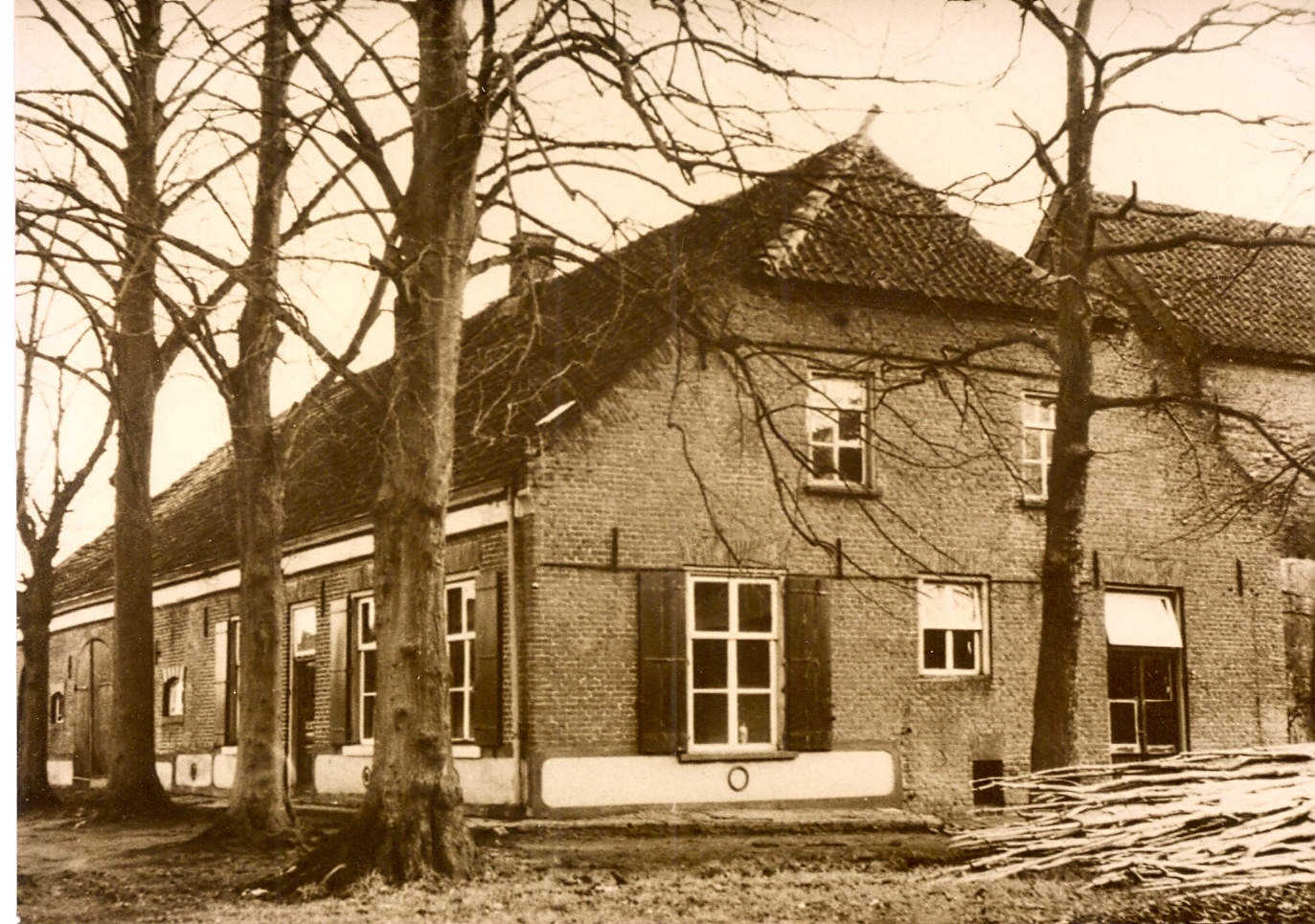
De inmiddels afgebroken boerderij aan de Kerkdijk, de oorsprong van Royal Swinkels, met rechts de mouterij. De Kerkdijk bestaat niet meer, de ondergrond ervan maakt nu deel uit van het bedrijventerrein van de Lieshoutse brouwerij.

De oudst bekende documenten omtrent deze onderneming dateren uit 1680. Ze betreffen een brouwerij die gelegen was aan de Kerkdijk; eigenaar was Dirk Vereijken. Lieshout telde op dat moment drie inwoners die kleinschalig het brouwersambacht uitoefenden en in hun boerderij een herberg dreven. De brouwerij aan de Kerkdijk had de grootste brouwketel van het dorp. De oudst bekende peiling is die van 20 augustus 1691. De ketel mat toen volgens de maat van 's-Hertogenbosch twaalff ende een halff tonne nat. De Bossche maat "1 ton natte waar" uit die tijd komt ongeveer overeen met 160 liter. De ketel aan de Kerkdijk had dus een inhoud van ongeveer 2000 liter of, in de hedendaagse maat voor grote hoeveelheden bier, 20 hectoliter.

### Familiebezit
Dirk Vereijken overleed in 1684 en zijn vrouw Jenneken Maes in 1690. Hun schoonzoon Hendrik van Moorsel zette de brouwerij voort. Hij was een brouwerszoon uit Lierop en was in 1679 getrouwd met dochter Josina Vereijken. Hij overleed in 1715, zijn vrouw Josina in 1719. Bij de boedelscheiding in 1720 werd de brouwerij bij loting toegedeeld aan hun dochter Helena van Moorsel (1698-1773).
Helena van Moorsel trouwde in 1730 met herbergier Laurens Moorrees (1692-1734). Moorrees is ten onrechte lange tijd beschouwd als oprichter van de brouwerij aan de Kerkdijk. Hij overleed vier jaar na de bruiloft. Dochter Brigitta Moorrees (1732-1802) trouwde in 1764 met Ambrosius Swinkels (1741-1805). Helena van Moorsel bleef de brouwerij leiden tot haar dood in 1773. Daarna nam Ambrosius Swinkels de leiding over van de brouwerij aan de Kerkdijk, op dat moment de enig overgebleven brouwerij in Lieshout.:14-35
Vanaf 1773 is de brouwerij onafgebroken in het bezit gebleven van de familie Swinkels. In 2007 droeg de zesde generatie Swinkels het bewind over de firma over aan de zevende generatie. Dat was de negende keer dat het bezit overging naar een volgende generatie, eerst drie maal via vrouwelijke en vervolgens zes maal via de mannelijke lijn. Daarmee is Royal Swinkels met zijn tien generaties een van de oudste Nederlandse familiebedrijven.

### Eerste vier generaties
Voor Ambrosius Swinkels was de brouwerij niet de belangrijkste bron van inkomsten; dat was zijn landbouwbedrijf. Hij beleverde met zijn bier dan ook alleen de lokale herbergen, waaronder die van hemzelf. Zijn zoon Laurens (1768-1840) erfde de brouwerij in 1805 en breidde de afzet uit naar omliggende dorpen. Hij produceerde jaarlijks ongeveer 200 hectoliter bier. Laurens overleed in 1841 waarna de brouwerij werd toebedeeld aan zijn dochter Brigitta (1803-1856). Zij verhuurde die aanvankelijk aan haar broer Frans (1798-1867), die in 1847 eigenaar werd door een ruil met zijn zus. Samen met zijn zoons breidde Frans de afzet verder uit en in 1876 produceerde de brouwerij een kleine 2.000 hectoliter bier. De klantenkring bestond uit 52 cafés en bierhuizen, waarvan 15 in Lieshout die een derde van de omzet afnamen. Twee derde van de omzet kwam uit 17 cafés in omliggende dorpen.

#### De Kerkdijk
Achterkleinzoon Jan Swinkels (1851-1950) kreeg de brouwerij in 1884 toebedeeld uit de nalatenschap van zijn vader Frans. Hij was nog maar kort eigenaar toen de afzet daalde met 45 procent ten gevolge van van de landbouwcrisis die optrad in de jaren 1878-1895. Om zich duidelijker te onderscheiden van zijn concurrenten gaf hij de nog naamloze brouwerij in 1890 de naam 'De Kerkdijk'. Hij slaagde erin de daling ongedaan te maken en rond 1900 was het afzetvolume terug op het niveau van zo'n 2.000 hectoliter per jaar. De Kerkdijk had op dat moment drie man personeel en was een van de kleinere ondernemingen van Lieshout. De Eerste Wereldoorlog zorgde voor een nieuwe terugval. Het dieptepunt was een volume van 300 hectoliter in 1918, maar in 1923 had Jan Swinkels het afzetgebied in Noord-Brabant zodanig uitgebreid dat hij een biervolume van 3.300 hectoliter bereikte.

#### Groei in Noord-Brabant
De Kerkdijk verkreeg extra aan- en afvoerwegen en daarmee groeimogelijkheden door de openstelling van het Wilhelminakanaal in 1923. Jan Swinkels speelde in op de mogelijkheden door een nieuwe brouwerij te laten bouwen. Die werd ingericht voor het brouwen van pilsener, een ondergistend bier dat toen in opkomst was en vaak 'Beiersch bier' genoemd werd. Op 15 april 1925 werd de nieuwbouw opgeleverd en op dezelfde dag verkocht Jan Swinkels de brouwerij aan zijn zoons Frans (1896-1979), Piet (1899-1969) en Jan (1905-1999). Daarmee trad de vijfde generatie Swinkels aan die, ook diezelfde dag, de firma Gebroeders Swinkels oprichtte.

### Vijfde generatie

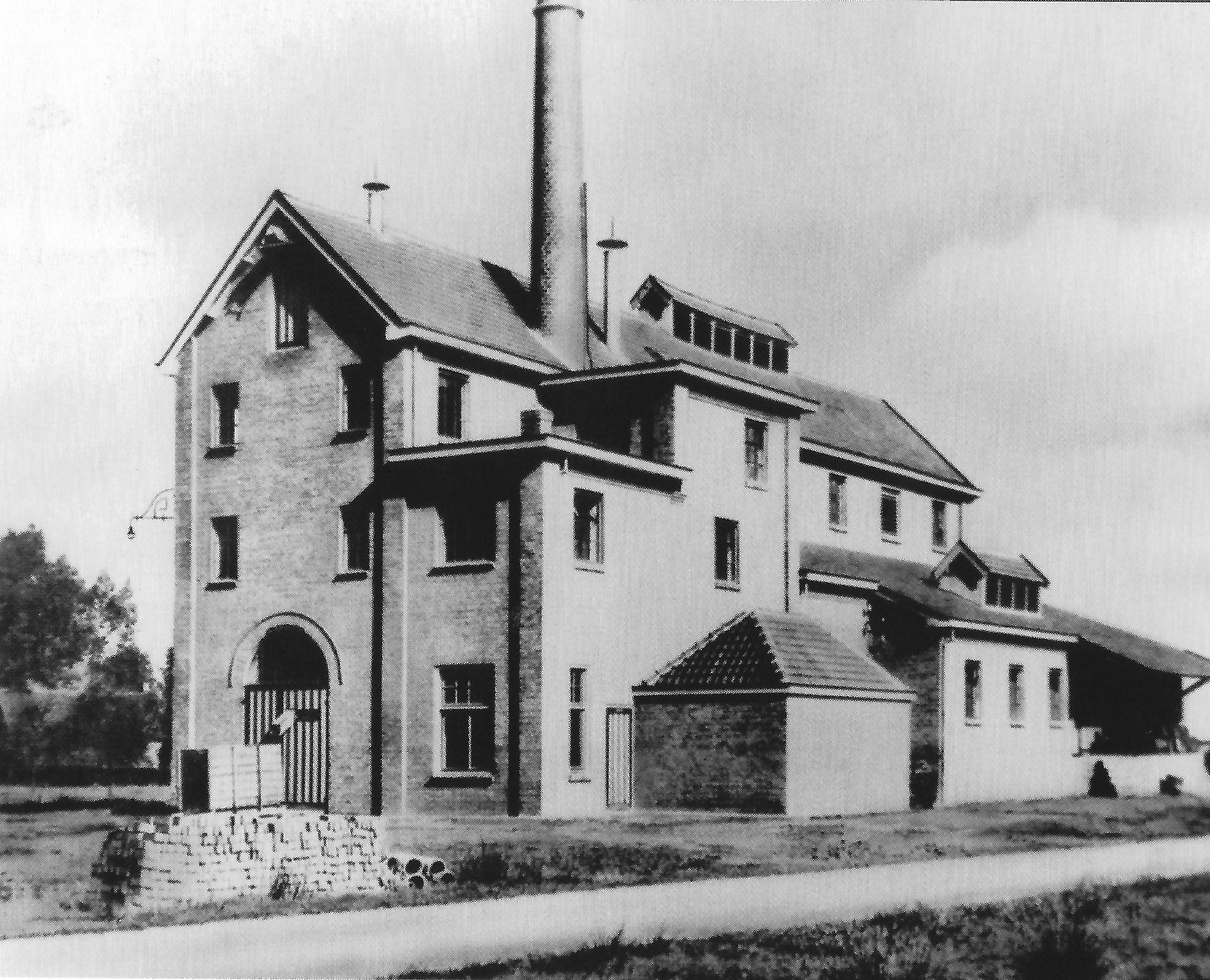
Brouwerij Bavaria kort na de oplevering in april 1925

#### Bavaria
Verwijzend naar het Beiers bier dat de gebroeders produceerden kozen ze als handelsnaam 'Bavaria' (Latijn en Engels voor 'Beieren'). De specialisering in pilsener bleek een groot voordeel te zijn toen in 1926 het Bierbesluit van kracht werd waarin de receptuureisen voor bier in Nederland werden vastgelegd. De firma Gebroeders Swinkels richtte op 18 december 1930 de NV Beiersch-Bierbrouwerij Bavaria op.

#### Groei in Nederland
Geleidelijk aan vergrootte Bavaria zijn afzetgebied. In 1933 kreeg de brouwerij ook voet aan de grond in Amsterdam en Rotterdam, en een jaar later in Utrecht en Den Haag. De jaaromzet kwam daarmee op bijna 19.000 hectoliter en steeg tot ruim 36.000 hectoliter in 1938. In 1940 was Friesland de enige Nederlandse provincie waar Bavaria geen verkoopagent had. In dat jaar nam de de firma een eigen mouterij in gebruik, die ook aan andere brouwers ging leveren.
Na de Tweede Wereldoorlog stortte de binnenlandse biermarkt in. Bavaria reageerde door nieuwe activiteiten te ontplooien: bierexport en frisdrankproductie. De eerste exportorders werden binnengehaald in 1948. Na drie jaar was het volume van de bierexport gestegen tot 23 procent van de jaaromzet. Het overgrote deel van de export ging naar Franse en Britse koloniën. Na enkele jaren liep de export terug als gevolg van handelsrestricties en in 1964 beëindigde Bavaria de export. In de periode 1950-1960 was de bieromzet van Bavaria gestegen van 31.000 tot 63.000 hectoliter per jaar.
Inmiddels was het bedrijf in 1955 gestart met de productie van frisdrank. Die kreeg de naam 3ES, een verwijzing naar de drie gebroeders Swinkels. In 1963 verkocht het bedrijf meer frisdrank dan bier, namelijk ruim 101.000 hectoliter respectievelijk 91.000 hectoliter. De de winstbijdrage was echter aanzienlijk kleiner, f 1,96 ten opzichte van f 6,97 per hectoliter.

### Zesde generatie
Frans en Jan Swinkels, de twee broers van de vijfde generatie die nog in leven waren, vormden eind 1972 de tweehoofdige directie om tot een raad van bestuur waarin naast henzelf ook vijf leden van de zesde generatie werden opgenomen. De eerste voorzitter van de raad van bestuur werd Toon Swinkels (1931-1974), zoon van Frans. Toen Toon twee jaar later door een noodlottig ongeval om het leven kwam, werd hij opgevolgd door zijn broer Jan Swinkels (1929-2014), die de functie vervulde tot 1994. Frans overleed in 1979 en enkele jaren daarna beperkte Jan Sr. zijn rol tot ceremoniële activiteiten. De vijf bestuursleden van de zesde generatie overlegden maandelijks met de andere leden van hun generatie. Die telde zeventien mannelijke leden; allen waren in dienst van de onderneming en waren vanaf 1973 ingeschaald in dezelfde beloningsschaal. Zowel binnen als buiten Bavaria werden ze vaak – met gevoel voor historie – aangeduid als 'de Heren Zeventien'.

#### Groei in Europa, Midden-Oosten en Afrika
In 1973 nam de onderneming de beslissing weer te gaan exporteren. Aangestuurd door Peter Swinkels (1945) werd Italië gekozen als eerste doelmarkt; een land met een voor Europa uitzonderlijk laag bierverbruik. Bavaria bereikte er in 1975 een volume van 20.000 hectoliter dat in de tien jaar daarna vertienvoudigde. Nog in 1973 volgde Frankrijk en in 1982 Spanje. In 1975 begon de onderneming met export naar Nigeria dat na enkele jaren goed was voor ruim een kwart van de totale bierexport. Toen Nigeria in 1978 een importverbod afkondigde voor onder meer bier en frisdrank, ging Bavaria over tot levering van een alcoholvrije moutdrank. Door die te presenteren als voedingssupplement kon het importverbod worden omzeild. De drank werd een succes, niet alleen in Nigeria maar ook in Iran waar ayatollah Khomeini in 1979 de verkoop van alcohol verbood, en andere islamitische landen. Inmiddels was het volume van de afzet zodanig gegroeid dat in 1981 meer dan een miljoen hectoliter bier werd gebrouwen.
Bavaria sloot in 1982 een overeenkomst met Dr Pepper waarmee het een licentie verkreeg voor de frisdrank met die naam. In 1987 nam het concern de Exportmouterij Nederland te Wageningen over. Rond die tijd patenteerde brouwmeester Wim Swinkels (1937-2023) een methode om bier te maken met minder dan 0,1 procent alcohol. Bavaria lanceerde het 0.0-bier in 1989 in enkele islamitische landen, gevolgd door Nederland en de andere afzetgebieden. Het patent gaf de firma een technologische voorsprong op concurrenten.
In 1995 werd de licentieovereenkomst met Dr Pepper opgezegd door Cadbury Schweppes, inmiddels eigenaar van dat merk. Daarop introduceerde Bavaria per 1 januari 1996 een imitatie van Dr Pepper onder de naam Dr Foots. In datzelfde jaar 1996 nam Bavaria de Oirschotse Brouwerij De Kroon over, opgericht in 1672. De productie van speciaal- en seizoenbieren van Bavaria werd overgebracht van de brouwerij in Lieshout naar de beter geschikte kleinere brouwketels van De Kroon. In 2000 sloot Bavaria de brouwerij in Oirschot in het kader van verdere concentratie van biersoorten die in kleinere hoeveelheden gebrouwen worden.

#### Samenwerking en overnames

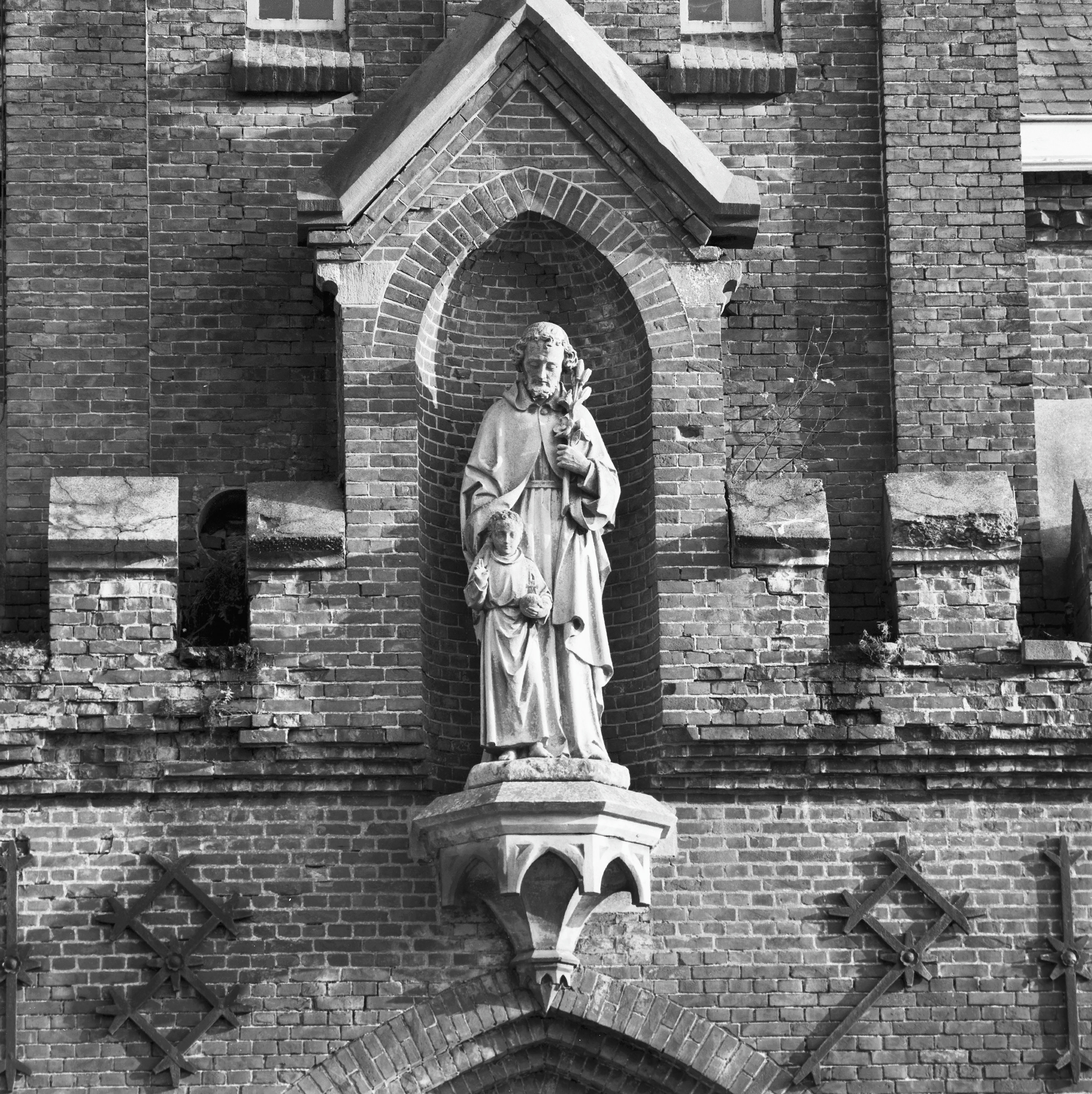
Detail van de toegangspoort van Bierbrouwerij De Koningshoeven BV

Bavaria ging in 1999 een samenwerkingsovereenkomst aan met bierbrouwerij de Schaapskooi van Abdij Koningshoeven te Berkel-Enschot. Bavaria nam de dagelijkse activiteiten op zich van de Schaapskooi waar het het trappistenbier La Trappe werd gebrouwen. Het merk La Trappe en de gebouwen van de brouwerij bleven eigendom van de abdij. Aanvankelijk verbood de Internationale Vereniging Trappist het voeren van het logo "authentic Trappist product". In 2005 werd dit verbod opgeheven nadat de samenwerkingsovereenkomst was herzien. De zeggenschap van de abdijgemeenschap was daarin duidelijker gemarkeerd en de herkomst van de La Trappe-bieren werd beter gewaarborgd dan voorheen. In 2000 concentreerde Bavaria de productie van alle speciaal- en seizoenbieren in Berkel-Enschot.
Ook in 1999 nam Bavaria frisdrankenproducent Herschi te Hoensbroek over van Hero. Daarmee bereikte de onderneming een jaarvolume van bijna 2,8 miljoen hectoliter frisdrank. Dit merk werd, tezamen met de productiefaciliteiten, in 2008 verkocht aan Refresco.
Samen met Agrifirm richtte Bavaria in 2003 de firma Holland Malt op. De partners investeerden in totaal 55 miljoen euro in een nieuwe moutfabriek met bijbehorende graansilo's in de Eemshaven. Medio 2006 werd de fabriek officieel in gebruik genomen en verhuisde Exportmouterij Nederland daarheen. De fabriek kreeg een capaciteit van 165.000 ton wat overeenkwam met een jaaromzet van ongeveer 100 miljoen euro. In november 2014 heeft Agrifirm zijn belang van 43 procent in Holland Malt verkocht aan de familie Swinkels. De bierbrouwer werd daarmee volledig eigenaar van het bedrijf. Sinds 2024 draait de mouterij in de Eemshaven emissievrij met behulp van warmtepompen. Naar eigen zeggen als eerste mouterij ter wereld.

### Zevende generatie
Bavaria groeide gestaag en in 2005 passeerde de afzet het niveau van 5 miljoen hectoliter bier. Op 25 maart 2007 ging Peter Swinkels, die in 1994 zijn broer Jan was opgevolgd, met pensioen. Zijn opvolger was Jan-Renier Swinkels (1954), de eerste bestuursvoorzitter van de zevende generatie. Met de intrede van van nieuwe generatie – die 35 mannelijke en 36 vrouwelijke leden telde – werd het principe van gelijke beloning voor alle Swinkels-telgen verlaten. Voor het eerst waren niet alle mannelijke leden van een generatie werkzaam in de onderneming en ook voor het eerst traden wel vrouwelijke nakomelingen in dienst. De gezamenlijke maandvergaderingen, die met de geleidelijke uittocht van de zesde generatie waren opgehouden, werden niet hervat.

#### Veroordeling wegens kartelvorming
Op 18 april 2007 legde de Europese Commissie een boete van bijna 23 miljoen euro op aan Bavaria vanwege verboden prijsafspraken met drie andere brouwers. Bij inspecties had de Commissie aantekeningen gevonden van geheime besprekingen waarin de bierverkopen aan supermarkten, hotels, restaurants en cafés werden verdeeld. De afspraken, die op het hoogste niveau van de organisaties werden gemaakt, omvatten ook de goedkope private labels en kortingen aan kasteleins. Eurocommissaris voor Mededinging Neelie Kroes noemde het samenspannen van brouwers om de Nederlandse markt onder elkaar te verdelen en de prijzen op te drijven een duidelijke schending van de regels. Volgens de commissaris probeerden de vier hun sporen te verbergen door codenamen te gebruiken, waaruit blijkt dat de bierbrouwers wisten dat hun afspraken illegaal waren. 

#### Marketing
De nieuwe generatie Swinkels wist marketing te gebruiken als instrument om internationaal de aandacht op zich te vestigen. Het lukte directielid Peer Swinkels (1975) om onder anderen beroemdheden als Playboy-oprichter Hugh Hefner, acteurs Morgan Freeman en Mickey Rourke, en voetballer Diego Maradona te strikken voor commercials. Ook was hij de man achter de 'Leeuwenhose' en de 'DutchDress' die voor internationale ophef zorgden tijdens het WK-voetbal in 2006 en 2010. In 2006 deelde Bavaria oranje broeken met een leeuwenstaart uit aan supporters. De FIFA dwong bijna duizend Oranjesupporters hun Leeuwenhose uit te trekken bij de wedstrijd Nederland-Ivoorkust in Stuttgart, ter bescherming van WK-sponsor Budweiser. De actie was een dankbaar onderwerp voor tientallen tv-stations en honderden kranten. Bij WK-2010 werden tijdens de wedstrijd Nederland-Denemarken in Johannesburg 36 vrouwen met een oranje DutchDress op last van de FIFA uit het stadion verwijderd. Volgens de bond maakten de Bavariababes zich schuldig aan ambush marketing. De DutchDress leverde Bavaria een dagenlange wereldwijde free publicity op.

#### Habesha
Bij verkenningen in Ethiopië in 2011 bleek aan Bavaria dat zo’n achtduizend lokale boeren een eigen brouwerij wilden stichten. De onderneming zocht contact met hen en bood aan om samen te werken waarbij Bavaria zijn kennis zou inbrengen. Met een investering van 50 miljoen euro werd brouwerij Habesha gebouwd in de stad Debre Berhan, zo'n 120 kilometer van Addis Abeba. Bavaria werd voor 61 procent eigenaar van de brouwerij, die in 2015 startte met 100 medewerkers en een brouwcapaciteit van ruim 300.000 hectoliter per jaar. In 2016 werd de productiecapaciteit verhoogd tot 750.000 hectoliter.

#### Overnames
In april 2016 nam Bavaria een belang van 35 procent in Brouwerij De Molen in Bodegraven. Door deze transactie kon de brouwer van speciaalbieren, die gesticht was in 2004, gebruikmaken van het distributienetwerk van Bavaria.

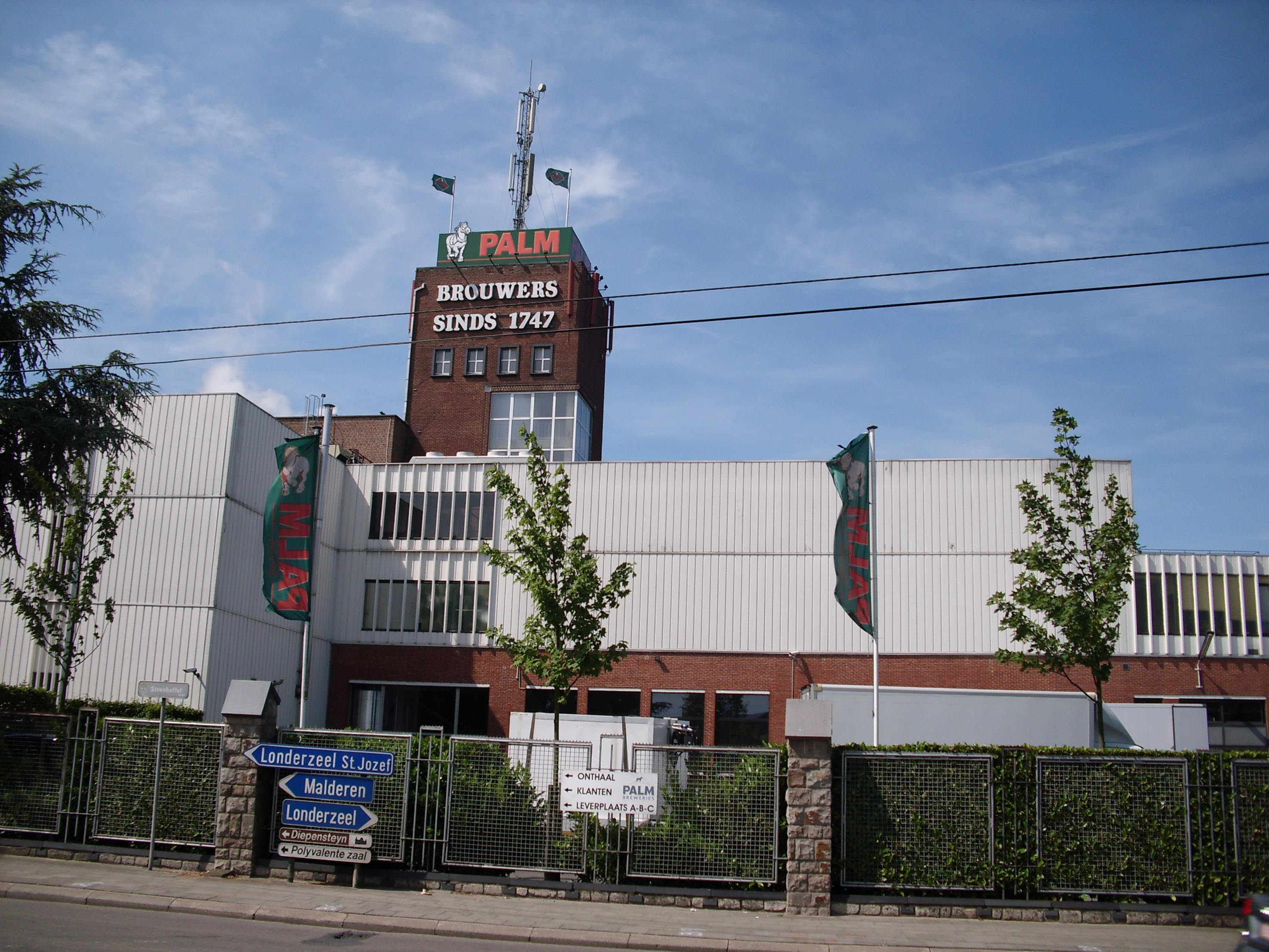
Brouwerij Palm in Steenhuffel

Op 10 mei 2016 werd bekendgemaakt dat Bavaria een meerderheidsbelang had genomen in de Belgische Brouwerij Palm. Bavaria kocht 60 procent van de aandelen met de bedoeling dit uit te breiden naar 100 procent in 2021. Door de overname verstevigde Bavaria zijn positie in de markt van speciaalbieren en kreeg bovendien toegang tot Belgische retail en horeca. Palm, dat op dat moment zo'n 1 miljoen hectoliter bier per jaar brouwde, bleef als Belgisch bedrijf bestaan en hield een Belgische directie. In de raad van toezicht kreeg Bavaria twee zetels; deze werden bezet door de voorzitter van de directie en de financieel directeur.
In vervolg op de overname van Palm kocht Bavaria in november 2016 de firma Latis Imports, een importeur van Belgisch speciaalbier in de Verenigde Staten. Het aanbod van Latis Imports dat onder meer al bestond uit de merken Palm, Rodenbach en Steenbrugge werd uitgebreid met merken van Bavaria, zoals Hollandia en Claro. Bavaria versterkde met deze acquisitie zijn positie in de grote, maar moeilijk toegankelijke Amerikaanse markt.

#### Swinkels Family Brewers
In 2018 veranderde de onderneming de handelsnaam Bavaria in Swinkels Family Brewers. De naam Bavaria werd gehandhaafd, zij het dat die alleen nog betrekking had op de brouwerij in Lieshout. Een jaar later, in maart 2019, werd aan de onderneming het predicaat 'Koninklijk' toegekend vanwege het 300-jarige bestaan van het bedrijf en zijn nationale betekenis. De handelsnaam werd aangepast tot Royal Swinkels Family Brewers. In april 2019 droeg Jan-Renier Swinkels het voorzitterschap van de directie over en tegelijk met de bestuurswissel werd het aantal leden van de raad van bestuur teruggebracht naar twee. Bovendien werden de bedrijfsactiviteiten onder de raad van bestuur gegroepeerd in drie divisies: Holland Malt, Habesha en Swinkels Family Brewers. Elke divisie kreeg een eigen directie en werd nagenoeg autonoom. Peer Swinkels volgde zijn neef Jan-Renier op en werd CEO van de onderneming. Voor de functie van CFO werd per 1 november 2019 iemand van buiten de familie Swinkels aangetrokken, Geert van Iwaarden. De benoeming van iemand van buiten in de dagelijkse leiding was overigens niet nieuw. Van 1998 tot 2014 was jurist en bedrijfskundige Han van der Veen de financiële man in de raad van bestuur.

#### Overnames
Enkele maanden na de naamswijziging, op 10 oktober 2018, maakte Swinkels Family Brewers de overname bekend van het Amsterdamse bedrijf Bier&cO, een van de grootste distributeurs van speciaalbieren in Europa. Op het moment van overname distribueerde Bier&cO zo’n 250 soorten bier van ruim veertig merken. Het leverde onder meer Nederlands bier van Brouwerij Kees, Uiltje Brewing Company en Oedipus en geïmporteerde bieren van onder andere Weihenstephaner, BrewDog, O'Haras en Brooklyn Brewery. De 40 medewerkers waren op dat moment goed voor een jaaromzet van circa 25 miljoen euro.
Begin 2019 breidde Swinkels Family Brewers het aandeel in Brouwerij De Molen uit van 35 naar 100 procent. Brouwerij De Molen bleef zelf verantwoordelijk voor het ontwikkelen en brouwen van zijn speciaalbieren. Swinkels Family Brewers stelde, naast zijn distributiekanalen, nu ook zijn technische expertise ter beschikking. In juli van datzelfde jaar nam Swinkels Family Brewers een minderheidsbelang van 40 procent in de Georgische brouwerij Argo, een van de vier leidende brouwerijen in Georgië. Twee jaar later, in 2021, werd de Haarlemse brouwer van speciaalbieren Uiltje Brewing Company overgenomen.

#### Cuba
Cuba was rond 2020 voor de onderneming al decennialang een belangrijk afzetgebied. In 2021 ging Royal Swinkels Family Brewers via zijn Spaanse dochteronderneming een samenwerking aan met de rumfirma Cuba Ron met het doel een lokale productiefaciliteit te creëren. Daartoe werd Cerveceria Cubana opgericht, waarin Royal Swinkels Family Brewers een belang van 60 procent nam en Cuba Ron een belang van 40 procent. In de stad Mariel investeerde de nieuwe firma 100 miljoen dollar in de bouw van een brouwerij met een capaciteit van 1,5 miljoen hectoliter per jaar. In 2023 werd de fabriek opgestart en de verkoop van het bier begon in juli, onder de merknaam Parranda. De naam is in Cuba synoniem met feestvreugde en is ook het woord waarmee de oudste festiviteiten in het noordelijke centrale deel van het land worden aangeduid. Het is een licht bier met 4,8% alcohol dat als noviteit wordt aangeboden in recyclebare PET-flessen van 0,5 en 1,5 liter.

#### Royal Swinkels
De raad van bestuur van de onderneming kondigde in 2024 aan dat de naam verkort werd tot Royal Swinkels. De naam Swinkels Family Brewers bleef bestaan, maar sloeg voortaan op een van de divisies van het concern.

## Trivia
- Op 10 mei 1989 bracht Prins Claus een bezoek aan Lieshout. Als beschermheer van de Vereniging de Hollandsche Molen verrichtte hij de onthulling van het nationale monument De Mulder, bij molen De Leest. Alle prominenten van het dorp waren uitgenodigd en de gemeente had voor de twee weken voorafgaand aan het bezoek een uitrijverbod voor mest ingesteld. Onder de aanwezigen was ook de 83-jarige Jan Swinkels. De prins richtte zich onverhoeds tot de brouwer en zei, doelend op de hoge mouterijtorens die de skyline van Lieshout domineren: "Maar meneer Swinkels, wat hebt u toch een lelijke fabriek". Waarop Swinkels antwoordde: "Dat kan wel zijn, maar er wonen een hoop mensen in Lieshout die er graag werken".[8]:532
- De zesde generatie Swinkels telde vele leden die in het management van Royal Swinkels werkzaam waren. Vijf van hen vormden de directie. Strategische beslissingen werden echter alleen genomen na overleg met de overige heren Swinkels. Dat het er in totaal zeventien waren was voor de pers aanleiding de leiding aan te duiden als De heren zeventien.[8]:448
- Tijdens een theevisite op 21 september 1999 van vier leden van de zevende generatie bij Freddy Heineken werd gesproken over de oorsprong en betekenis van merknamen. Heineken vond dat bier het best een familienaam kon hebben. Die moest dan wel bekken, zoals de zijne. Over de naam van zijn gasten zei hij: "Swinkels swingt en klinkt in alle talen goed".[8]:449